# 小行星18871
小行星18871（18871 Grauer）是一颗绕太阳运转的小行星，为主小行星带小行星。该小行星于1999年11月11日发现。

## 轨道参数
小行星18871的轨道半长轴为2.6667263 UA，离心率为0.109。